# Волоконовка (Воронежская область)
Волоконовка — село в Кантемировском районе Воронежской области России. Расположено в 8 км от Бондарево и в 60 км от райцентра.
Входит в состав Бондаревского сельского поселения.

## География

### Улицы
| - ул. Заречная, - ул. Луговая, - ул. Мира, - ул. Победы, - ул. Садовая, - ул. Солнечная, | - ул. Степная, - ул. Школьная, - ул. Юбилейная, - пер. Животноводов, - пер. Речной. |

## История
Возникло в начале XVIII столетия на почтовом тракте «Валуйки – Богучар». Название села произошло от слова «волок», что по словарю В. И. Даля означало перегон между почтовыми станциями, где происходили замены лошадей. Первоначально село именовалось «Волоконовское», затем – «Андрюшевка», затем – Волоконовка. 
В 1852 году в селе произошел бунт, в виду сильного притеснения помещика. Восстание крестьян усмиряла воинская команда. 
В 1871 году крестьянином Кишкиновым построен кирпичный завод. В годы Первой русской революции крестьяне неоднократно поднимались на борьбу против помещиков. В те годы в селе было 178 дворов и 1238 жителей. В 1906 году земством открыто народное училище, где обучалось 46 мальчиков и 5 девочек. 
Советская власть установлена весной 1918 года. В мае того же года жители села оказали вооруженное сопротивление кайзеровским войскам, захватившим село. 
В 1926 году в Волоконовке было 259 дворов и 1606 жителей, школа с двумя учителями. Колхоз создан в 1930 году. В 1934 году в селе проживало 1834 жителей. 
В период Великой Отечественной войны село находилось в оккупации. Освобождено в декабре 1942 года. Имеется братская могила воинов, погибших при освобождении села (15 бойцов). В 1965 году на могиле установлен обелиск с мемориальной плитой, где указаны 178 фамилий односельчан, не вернувшихся с войны. 
По состоянию на 1995 год, в селе размещена усадьба колхоза «Волоконовский», имеющего 4 тыс. га пахотной земли. Направление работы – зерновое и животноводческое. В колхозе 1300 голов крупного рогатого скота (из них – 472 дойные коровы), имеется молочная ферма, свиноводческая, птицеферма на 2 тыс. голов птицы. В селе есть мастерская по ремонту техники. К услугам жителей – магазин, столовая на 50 посадочных мест, Дом культуры на 350 мест, средняя школа на 107 мест, узел связи, радиоузел на 253 точки. Своими силами жители села в 1988 году построили телетранслятор, позволивший смотреть несколько программ телевидения. 
В 1995 году в селе было 253 двора, 716 жителей. Село телефонизировано, имеется 100 телефонов. 
На 2010 год в селе проживает 638 человек.

## Факты
Недалеко находится граница с Украиной, КПП Новобелая.